# Gornja Slatina (gmina Ribnik)
Gornja Slatina (cyr. Горња Слатина) – wieś w Bośni i Hercegowinie, w Republice Serbskiej, w gminie Ribnik. W 2013 roku liczyła 103 mieszkańców.